# ポール・ポポウィッチ
ポール・ポポウィッチ（Paul Popowich、1973年3月2日 - ）は、カナダの俳優。

## 出演作品
- Lの世界
- VLAD ブラド
- レザボア・ヴァンパイア
- アナザー・ライフ〜天国からの3日間〜（Mr.スミス）
- ビバリーヒルズ青春白書シーズン8
- ザ・チャイルド（ガブリエル）
- スタートレック:ディープ・スペース・ナイン（ティム・ワターズ）
- 悪ガキ・トミーの スタンプ・アドベンチャー